# إذخر دقيق الأزهار
إذخر دقيق الأزهار (الاسم العلمي:Cymbopogon minutiflorus) هو نوع من النباتات يتبع جنس الإذخر من الفصيلة النجيلية.